# Mesabolivar cuarassu
Mesabolivar cuarassu är en spindelart som beskrevs av Huber, Brescovit och Cristina A. Rheims 2005. Mesabolivar cuarassu ingår i släktet Mesabolivar och familjen dallerspindlar. Inga underarter finns listade i Catalogue of Life.